# جاستين بيتاغوي
جاستين بيتاغوي (بالإنجليزية: Justine Bitagoye)‏ وهي صحفية ومُنتجة أفلام وكاتبة سيناريو ومُخرجة أفلام بوروندية.
يُعد فيلم «العيش أفضل من الموت» (بالفرنسية: Mieux vaut mal vivre que mourir)‏ أشهر فيلم لجاستين، حيث فاز بعدة جوائز أبرزها في المهرجان الأفريقي للسينما والتلفزيون في واغادوغو في بوركينا فاسو.

## أفلامها
- «موسى» (بالفرنسية: Moussa)‏، (2005).[2]
- «العيش أفضل من الموت» (بالفرنسية: Mieux vaut mal vivre que mourir)‏، (2006).[3]
- «كازوبا: الشمس تُشرق» (بالفرنسية: Kazubaː le soleil se lève)‏، (2008).[4]

- «رواغاسوري: الحياة، الكفاح، الأمل» (بالفرنسية: Rwagasoreː vie, combat, espoir)‏، (2012).[5]

## روابط خارجية
جاستين بيتاغوي على موقع IMDb (الإنجليزية)